# Angry Birds : Copains comme cochons
Série Angry Birds
Angry Birds, le film
(2016) Angry Birds 3
(2025)
Pour plus de détails, voir Fiche technique et Distribution.
Angry Birds : Copains comme cochons ou Angry Birds, le film 2 au Québec et en Belgique (The Angry Birds Movie 2) est un film d'animation finlando-américain sorti en 2019. C'est la suite du film d'animation Angry Birds, le film, sorti en 2016.
Le film commence alors que les Angry Birds se lancent dans une nouvelle aventure. Le roi Léonard, souverain des cochons verts, envisage de prendre sa revanche sur la bande d’oiseaux qui ont dévasté son pays natal lors d'une précédente bataille pour récupérer leurs œufs. Mais un mystérieux oiseau violet nommé Zeta, fatiguée de sa vie sur une île lointaine et polaire, les menace toutes et tous de ses propres projets de conquête.

## Synopsis
Trois ans après les événements du premier film, Red protège l’Île des oiseaux face aux cochons. Dirigés par le roi Léonard, ils sont en guerre froide contre les oiseaux. Un jour, une boule de glace géante venant d'une mystérieuse île voisine, censée être inhabitée, frappe la mer près de l’Île des cochons. Les cochons sont forcés à demander une trêve permanente avec les oiseaux. 
Les oiseaux et les cochons découvrent que des aigles vivent sur cette mystérieuse île. Zeta, la cheffe de cette île, est en colère contre son environnement gelé et souhaite s'emparer des deux îles voisines en tirant des boules de glace d'une super-arme pour forcer leurs habitants à évacuer. Pendant ce temps, les deux meilleurs amis de Red, Chuck et Bomb, organisent une activité de speed dating pour Red. Le but est de lui trouver une petite amie. Red rencontre alors la sœur de Chuck, Silver, une étudiante en ingénierie. Mais ses inventions sont très ennuyeuses et jugent Red incompatible avec elle. 
Léonard rend visite à Red et le convainc de former une alliance entre cochons et oiseaux. Ils forment ensuite un commando regroupant eux-mêmes, Chuck, Bomb, Silver, l'Aigle Vaillant et deux conseillers de Leonard. Leur but est de s'infiltrer sur l'Île des aigles. Une réunion dans la grotte de l'Aigle Vaillant est perturbée lorsqu'une boule de glace de la super-arme de Zeta frappe la montagne de l’Île des oiseaux, ce qui alarme les habitants. Red assure alors qu'il n'y a pas besoin d'évacuer les deux îles. 
Alors que l'équipe se rend à l’Île des aigles en sous-marin, l'Aigle Vaillant avoue que Zeta était autrefois sa fiancée, mais qu'il l'a abandonnée le jour de leur mariage en raison de sa lâcheté. Zeta a alors quitté l'ile des oiseaux. Une fois le commando arrivé sur l'Île des aigles, Red insiste pour se battre seul, mais Silver décide de le suivre à ses côtés. Ils pénètrent dans la base de l'embouchure de l'arme mais se font capturer et geler dans des matelas aquatiques. Zeta leur rend visite, leur raconte son projet de tirer des boules de glace remplies de lave sur les deux îles voisines pour éliminer tous leurs habitants, et montre son canon nouvellement amélioré. Red regrette de ne pas avoir dit aux oiseaux d'évacuer. Il admet devant Silver qu’il ne voulait pas être rejeté par tout le monde comme autrefois. Silver le réconforte et les libère tous les deux. Pendant ce temps, les autres membres de l'équipe se déguisent en aigles et prennent une carte-clé pour entrer dans la base, où ils se réunissent avec Red et Silver.
Red confie son rôle de leader à Silver, qui établit un plan pour détruire le canon alors qu'il commence à charger des munitions pour l'attaque réelle sur les deux îles. Le commando a dix minutes pour neutraliser le canon avant son tir. Red et Silver se mettent à l'intérieur d'une boule de glace et la roulent sur la piste de munitions en spirale du canon de Zeta, tandis que Léonard et ses deux adjoints atteignent et tirent sur un interrupteur afin que la boule s'envole et écrase le canon. Le plan échoue malgré les diversions de Chuck et Bomb. l'équipe est encerclée par Zeta, ses officiers et ses gardes, ce qui leur donnent une chance d'utiliser l'arme. 
Mais l'Aigle Vaillant  arrive et tente désespérément d'arrêter Zeta en s'excusant auprès d'elle de l'avoir abandonnée. Cette dernière ignore ses excuses et lui révèle que son assistante Debbie est leur fille. Il est également révélé que le vrai nom de l'Aigle Vaillant est Ethan. Zeta, déterminée à se venger de son ex-fiancé, actionne le canon. 
Mais Chuck a profité de la stupéfaction causée par les révélations pour attacher l'arme sans se faire repérer avec une corde très forte inventée par Silver. Cette Super-Corde attrape et décélère les boules de lave. Alors que la ficelle se brise, un trio d’oisillons et un trio de cochonnets interviennent à bord d'un dirigeable. Tout au long du film, ils ont essayé de récupérer les soeurs à naître d'un œuf éclos. Passant devant l’Île des aigles sur le chemin du retour, ils aident avec succès à retenir la corde, entraînant la chute des boules de lave dans le canon. L'arme dévastatrice explose, détruisant la base et tuant la plupart des aigles. Le commando, Zeta et quelques gardes s'échappent. L'Aigle Vaillant, aux prix de graves blessures, sauve Debbie qui s’apprêtait à se faire écraser par une plaque métallique, montrant une volonté de se racheter devant elle et Zeta.
Quelque temps plus tard, les habitants des îles sont définitivement réconciliés, et les aigles survivants s'excusent de leurs actions néfastes. L'Aigle Vaillant et Zeta, eux aussi réconciliés, se marient sur l’île des oiseaux avec Red comme témoin principal. Peu après, Red crédite Silver et tous les membres de l'équipe, dont Léonard et ses adjoints, pour avoir sauvé les îles. Par conséquent, il se retrouve encore plus aimé pour son honnêteté et son altruisme. Alors que les oiseaux, les cochons et les aigles célèbrent le mariage de Zeta et De l'Aigle Vaillant, Silver et Red entament une relation amoureuse. 
Pendant ce temps, les trois oisillons découvrent qu'ils ont accidentellement échangé les œufs recherchés avec un boa constrictor. Ils réparent cette erreur avec l'aide de la mère boa. Cependant, dès que les jeunes détournent les yeux de l'œuf, les sœurs nées de cet œuf se retrouvent à nouveau sur le bateau de la boa constrictor, provoquant une répétition d'un cycle.

## Fiche technique
- Titre original : The Angry Birds Movie 2
- Titre français : Angry Birds : Copains comme cochons
- Titre québécois : Angry Birds, le film 2
- Réalisation : Thurop Van Orman
- Co-réalisation : John Rice
- Scénario : Peter Ackerman, Eyal Podell et Jonathon E. Stewart
- Producteur : John Cohen
- Musique : Heitor Pereira
- Sociétés de production : Sony Pictures Animation et Rovio Entertainment
- Sociétés de distribution : Columbia Pictures (États-Unis) ; Sony Pictures Releasing France (France)
- Langue originale : anglais
- Genre : animation et comédie
- Dates de sortie :
  - États-Unis, Canada : 14 août 2019
  - France : 25 août 2019 (avant-premières), 16 octobre 2019 (sortie nationale)

## Distribution

### Voix originales
- Jason Sudeikis : Red
- Rachel Bloom : Silver
- Josh Gad : Chuck
- Leslie Jones : Zeta
- Bill Hader : Leonard, le cochon barbu
- Danny McBride : Bomb
- Awkwafina : Courtney
- Sterling K. Brown : Garry Pig
- Peter Dinklage : Mighty Eagle
- Eugenio Derbez : Glenn
- Lil Rel Howery : Brad Eagleburger
- Zach Woods : Carl Eagle
- Dove Cameron : Elllllla
- Beck Bennett : Alex
- Nicki Minaj : Pinky
- Brooklynn Prince : Zoe

### Voix françaises
- Alex Fondja : Red
- Serge Biavan : Bombe
- Julien Crampon : Chuck
- Juliette Poissonnier : Matilda
- Michel Papineschi : Léonard
- Karin Viard : Zeta
- Edwige Lemoine : Silver
- Céline Ronté : Debbie
- Youna Noiret : Courtney
- Michel Dodane: Garry Cochon
- Vincent Ropion : Glenn
- Aude Saintier : Ella
- François Berland : Aigle Vaillant
- Déborah Claude : Pinky
- Boris Agondanou : Alex
- Marc Arnaud
- Virginie Caliari
- Sergeï Philippenko
- Soren Chouillet : Vincent
- Prune Bozo
- Violette Valensi
- Guillaume Bourboulon
- Jaynélia Coadou
- Meaghan Dendraël
- Théo Dusoulié
- Marc-Antoine Frédéric
- Gabin Guenoun
- Alma Ossario
- Camille Timmerman
  - Société de doublage: Cinéphase
  - Direction artistique : Barbara Tissier

 Source et légende : version française (VF) sur RS Doublage

### Voix québécoises
- Tristan Harvey : Red
- Geneviève Bédard : Silver
- Maxime Desjardins : Chuck
- Julie Beauchemin : Zeta
- Manuel Tadros : Léonard, le cochon barbu
- Geneviève Déry : Courtney
- Adrien Bletton : Garry Cochon
- Adam Moussamih : Vivi
- Patrick Chouinard : Bomb
- Thiéry Dubé : Aigle Vaillant
- Alice Déry : Zoé
- Élia St-Pierre : Sam-Sam

 Source et légende : version québécoise (VQ) sur Doublage.qc.ca